# ユール・ビー・マイン (パーティー・タイム)
「ユール・ビー・マイン (パーティー・タイム)」 (You'll Be Mine (Party Time))は、グロリア・エステファンの楽曲。通算17枚目（ソロ名義では7枚目）のスタジオ・アルバム『デスティニー』から2枚目のシングルとしてリリースされた。

## 解説
フランスでは2度に渡ってリリースされ、それぞれ15位と17位を記録した。
第33回スーパーボウルのハーフタイムショーではスティービー・ワンダーと共にこの曲をデュエットした。

## 収録曲
日本盤 マキシ・シングル
1. ユール・ビー・マイン (パーティー・タイム)（シングル・ミックス）- 3:57
2. ユール・ビー・マイン (パーティー・タイム)（ロザベルズ・フィエスタ・エディット）- 3:33
3. ユール・ビー・マイン (パーティー・タイム)（クラシック・パラダイス・ラジオ・エディット）- 3:51
4. ユール・ビー・マイン (パーティー・タイム)（アンセム・ラジオ・ミックス）- 4:04
5. ユール・ビー・マイン (パーティー・タイム)（アフリキューバ・ミックス）- 6:25

## チャート
| チャート (1996年)                                 | 最高位 |
| ------------------------------------------------- | ------ |
| ヨーロッパ (Eurochart Hot 100)                    | 64     |
| フィンランド (Suomen virallinen lista)            | 20     |
| フランス (SNEP)                                   | 15     |
| フランス (SNEP) (再発)                            | 17     |
| ドイツ (Official German Charts)                   | 84     |
| アイスランド (Íslenski Listinn Topp 40)           | 24     |
| 日本 (東京)                                       | 86     |
| オランダ (Dutch Top 40 Tipparade)                 | 6      |
| オランダ (Dutch Single Tip)                       | 8      |
| スコットランド (OCC)                              | 18     |
| スペイン (AFYVE)                                  | 18     |
| スウェーデン (Sverigetopplistan)                  | 36     |
| UK Singles (OCC)                                  | 18     |
| US Billboard Hot 100                              | 70     |
| US Bubbling Under Hot 100 Singles (Billboard)     | 2      |
| US Hot Singles Sales (Billboard)                  | 64     |
| US Hot Dance Club Play (Billboard)                | 2      |
| US Hot Dance Music/Maxi-Singles Sales (Billboard) | 14     |